# アスタナ・ギリバングン

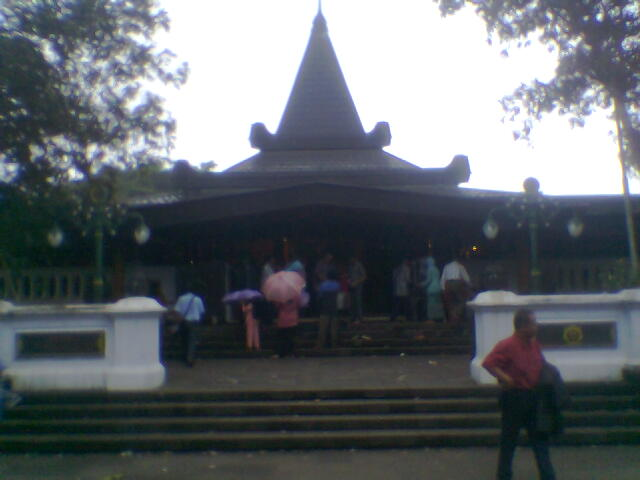
アスタナ・ギリバングン

アスタナ・ギリバングン（Astana Giribangun）は、インドネシア第2代大統領スハルトの霊廟である。
霊廟は、中部ジャワ州カランアニャル県マテシにあり、スラカルタから約35キロメートル東のラウ山の斜面にある。「アスタナ・ギリバングン」は、古代ジャワ語で「上昇した山の宮殿」の意味である。霊廟の構造は伝統的なジャワの建築様式である。マンクヌガラン王の墓地の一角を占めており、マンクヌガラン1世・2世・3世の霊廟から約300メートルである。
スハルトは2008年1月27日にジャカルタで亡くなり、その2日後の1月29日にアスタナ・ギリバングンに埋葬された。当時の大統領スシロ・バンバン・ユドヨノが式典を司った。スハルトの遺体は、後妻のシティ・ハルティナ（1996年4月28日に死去）および彼女の母親とともに埋葬された。
2010年10月、スハルトの遺族は、ジャワの伝統的な慣習に従って、死後1,000日後にアスタナ・ギリバングンで法事を行った。